# (16416) 1987 SM3
A (16416) 1987 SM3 a Naprendszer kisbolygóövében található aszteroida. Poul Jensen fedezte fel 1987. szeptember 25-én.